# Szabolcsi Anna
Szabolcsi Anna (Budapest, 1953. július 24. –) magyar nyelvész, egyetemi tanár, a Magyar Tudományos Akadémia tiszteleti tagja.

## Élete
Szülei: Szabolcsi László és Szabolcsi Gertrúd. 1972-1976 között az Eötvös Loránd Tudományegyetem Bölcsészettudományi Kar (ELTE-BTK) hallgatója volt angol nyelv és irodalom és általános és alkalmazott nyelvészet szakon. 1978-ban summa cum laude egyetemi doktor lett. Kandidátusi fokozatát 1987-ben kapta meg a birtokos szerkezetekről és az egzisztenciális mondatokról szóló nemzetközileg is úttörő értekezéséért, amely 1992-ben monográfiaként is megjelent. Az MTA Doktora címet 1999-ben szerezte meg a kvantorok logikai szemantikai elemzését bemutató monográfiája alapján. 2019-ben a Magyar Tudományos Akadémia tiszteleti tagjává választotta. 
Szabolcsi Anna a nemzetközi nyelvtudományban az egyik legjobban ismert és elismert magyar nyelvész, munkássága központjában a modellelméleti és általában a formális szemantika, ezen belül a kvantorok vizsgálata, továbbá a szintaxis, speciálisan a főnévi csoport szerkezete, valamint a mondattan és a jelentéstan összefüggései állnak. Munkásságának első szakaszában a Richard Montague által kidolgozott modellelméleti szemantikában dolgozott, és innen kiindulva kutatta a magyar topik-fókusz típusú mondattagolás problémáit. A kandidátusi értekezésében kifejtett elemzések alapján írta meg a magyar főnévi szerkezetről szóló fejezetét az 1992-es Strukturális Magyar nyelvtan 1: Mondattan kötetben, majd annak 1994-ben megjelent angol változatában, rámutatva, hogy  a birtokos szerkezet szoros párhuzamosságot mutat a mondat szerkezetével, amivel nemcsak a magyar mondattan egy évszázados problémáját oldotta meg, hanem a nemzetközi nyelvtudomány elismerését is kivívta. Kategoriális és generatív mondattani háttere párosítva a logikai szemantika mély ismeretével az elméleti nyelvészet kiemelkedő alakjává emelte. A határozottság, a specifikusság és az igeszemantika összefüggéseivel (részben magyar példák alapján) újabb érdekes kutatási területet nyitott meg a nyelvészeti kutatások előtt. Az utóbbi évtizedekben a mennyiségekre utaló kifejezésekre, azaz a kvantorok vizsgálatára összpontosított  (Ways of Scope Taking, 1997; Quantification, 2010). Publikációit főleg a nagy nemzetközi kiadóknál,  illetve periodikákban, továbbá kézikönyvekben jelentette meg, de rendszeresen közöl tanulmányokat hazai kiadványokban is.
1976–1990 között a Magyar Tudományos Akadémia Nyelvtudományi Intézetében dolgozott; az Általános Nyelvészeti Osztály vezetője, tudományos főmunkatársa volt. Komoly érdemei voltak a NYTI-ben megalakult Elméleti nyelvészeti munkacsoport, majd tanszék létrehozásában 1989-90-ben. 1990-1998 között az UCLA (University of California at Los Angeles) professzora volt. 1998 óta a New York University professzora, itt a Nyelvészeti Tanszéket vezette 2001-06 között és a 2016/17-es tanévben. 2024 óta emeritus.  A University of Amsterdam vendégprofesszora volt 2014-ben. Az alábbi folyóiratok szerkesztőségének a tagja: Journal of Logic, Language and Information; Journal of Semantics; Linguistic Inquiry; Linguistics and Philosophy; Natural Language Semantics (--2015); Semantics and Pragmatics.

## Magánélete
1974-ben házasságot kötött Sántha László filmrendezővel. Egy lányuk született, Sántha Júlia Lili (1994).

## Könyvei
- A birtokos szerkezet és az egzisztenciális mondatok (1992)
- Ways of Scope Taking (szerkesztő, szerző, 1997)
- Verbal Complexes (Hilda Koopmannal, 2000)
- Quantification (2010)

## A köteteken kívüli reprezentatív publikációk
Szabolcsi, A.:  Az aktuális mondattagolás szemantikájához. Nyelvtudományi Közlemények 82: 59-83. 1980. 
Szabolcsi, A.:  From the definiteness effect to lexical integrity. Topic, Focus, and Configurationality. W. Abraham és S. de Meij (szerk.). John Benjamins, Amsterdam. 321-348. 1986. 
Szabolcsi, A.:  Bound variables in syntax (are there any?). Semantics and Contextual Expression, R. Bartsch, J. van Benthem, és P. van Emde Boas (szerk.). Foris, Dordrecht. 294-318. 1989. 
Szabolcsi, A.:  The Noun Phrase. The Syntactic Structure of Hungarian. Syntax and Semantics 27,  F. Kiefer és K. É. Kiss (szerk.).Academic Press, New York. 179-275. 1994. 
Brody, M. és A. Szabolcsi, Overt scope in Hungarian. Syntax 6, 19-51. 2003. 
Szabolcsi, A. és B. Haddican, Conjunction meets negation: A study in cross-linguistic variation. Journal of Semantics 21: 219-249. 2004. 
Szabolcsi, A. What do quantifier particles do? Linguistics and Philosophy 38: 159-204. 2015. 
Szabolcsi, A. és T. Lohndal, Strong vs. weak islands. Wiley Blackwell Companion to Syntax. 2nd edition. M. Everaert és H. van Riemsdijk (szerk.). 51 pp. 2017. 
Szabolcsi, A. Two types of quantifier particles: Quantifier-phrase internal vs. heads on the clausal spine. Glossa 3(1), #69. 32 pp.  2018. 

## Tudományos fokozatai, címei
- A nyelvtudományok kandidátusa (1987)
- Az MTA doktora (1999)